# Coppa Agostoni 1999
La Coppa Agostoni 1999, cinquantatreesima edizione della corsa, si svolse il 18 agosto 1999 su un percorso di 199 km. La vittoria fu appannaggio dell'italiano Massimo Donati, che completò il percorso in 4h49'34", precedendo i connazionali Alberto Elli e Francesco Casagrande.

## Ordine d'arrivo (Top 10)
| Pos. | Corridore            | Squadra                    | Tempo    |
| ---- | -------------------- | -------------------------- | -------- |
| 1    | Massimo Donati       | Vini Caldirola-Sidermec    | 4h49'34" |
| 2    | Alberto Elli         | Team Deutsche Telekom      | a 55"    |
| 3    | Francesco Casagrande | Vini Caldirola-Sidermec    | s.t.     |
| 4    | Davide Rebellin      | Team Polti                 | s.t.     |
| 5    | Mirko Puglioli       | Amore & Vita-Giubileo 2000 | a 2'27"  |
| 6    | Marco Vergnani       | Selle Italia-W52           | s.t.     |
| 7    | Felice Puttini       | Amica Chips                | s.t.     |
| 8    | Maximilian Sciandri  | La Française des Jeux      | s.t.     |
| 9    | Gabriele Missaglia   | Lampre-Daikin              | s.t.     |
| 10   | Nicola Miceli        | Liquigas                   | s.t.     |